# Eric Christiansson
Eric Theodor Christiansson, född 25 april 1900 i Svanshall, Jonstorps socken, död 6 januari 1981 i Göteborg, var en svensk skeppsbyggare.
Eric Christiansson var son till sjökapten Olof Theodor Christiansson. Efter studentexamen i Helsingborg 1919 genomgick han Chalmers tekniska institut varifrån han 1923 utexaminerades som skeppsbyggare. Christiansson var 1924-1926 konstruktör vid AB Lindholmen-Motala och 1927-1931 varvsingenjör och chef för nybyggnads- och andra avdelningar där. 1931-1933 var han överingenjör och chef för Lindholmens varv. Christiansson blev 1934 VD för AB Broströms linjeagentur, teknisk direktör vid Svenska Amerika Linien och teknisk chef och chefsinspektör i Broströmkoncernens rederier. Från 1937 var han även VD i AB Bunkeroljor och från 1938 för Rederi AB Motorfart. Därutöver var han styrelseledamot i Broströms Linjeagentur, Bunkeroljor, Rederiaktiebolaget Motorfart och Hallands Ångbåtsaktiebolag och auktoriserad fartygsbesiktningsman.